# B 2000
Das B 2000 (dt. für Bajonett 2000) ist ein Bajonett und Mehrzweckmesser.

## Geschichte
Das Unternehmen A. Eickhorn GmbH & Co. für Schneidwaren und Waffen (AES) aus Solingen stellte das Bajonett KCB 77. Als dieses im Laufe der Zeit seine herausragende Stellung auf dem Markt verlor, entschied sich AES, das „Bayonet System 2000“ mit modernen Materialien und basierend auf NATO STANAG-Vorgaben als Nachfolger zu entwickeln. Das United States Marine Corps empfahl 2001 das „Bayonet System 2000“ als Ersatz für das M9 Bajonett. Auf politischen Druck hin wurde jedoch das OKC-3S ausgewählt. Durch den entgangenen Großauftrag bekam AES finanzielle Probleme und musste im Jahre 2004 Insolvenz anmelden.
Das britische Unternehmen Lightweight Body Armour (LBA) kaufte die Fabrik von AES und eröffnete die neue Firma Eickhorn Solingen. Im Jahre 2004 führten die kanadischen Streitkräfte das „Bayonet System 2000“ als CAN Bayonet 2000 ein. Mit einer Lizenz von LBA wird es von Diemaco produziert. Später benannte LBA das Produkt als  „Bayonet System 2005“ um. 2007 wurde Eickhorn Solingen an die schottische OES Holdings verkauft.
Als 2004 AES in einem Insolvenzverfahren aufgelöst wurde, wurde von Jörg Eickhorn die Eickhorn GmbH gegründet. Auch die Eickhorn GmbH produzierte das „Bayonet System 2000“ weiter, allerdings unter der Bezeichnung B2K. Die Niederländischen Streitkräfte führten 2004 das B2K ein. Im Jahre 2005 fusionierte Eickhorn GmbH mit Borkott GmbH zur Waffentechnik Borkott & Eickhorn GmbH.

## Beschreibung
Die flexible Klinge kann bis zu 30° zur Seite verbogen werden ohne Bruch oder dauerhafte Deformation zu riskieren. Das Bajonett ist isoliert für eine elektrische Spannung bis 1000 Volt und kann mit der Scheide als eine Drahtschere genutzt werden. Im Gegensatz zum KCB 77, bei dem für jedes Gewehrtyp eine eigene Version entwickelt werden musste, gibt es beim „Bayonet System 2000“ ein Basisprodukt, welches mit Adaptern an das fast jedes Sturmgewehr angepasst werden kann. Ausgestattet ist das B 2000 mit einer Clip-Point-Klinge aus 55Si7 (HRC 51-53)-Stahl.

## Nutzer
Verwendet wird das B 2000 vom niederländischen und kanadischen Heer.